# براندون ایرون
براندون ایرون (انگلیسی: Brandon Iron؛ زاده ۱۴ ژوئیهٔ ۱۹۶۸) یک بازیگر پورنوگرافی اهل Canadian است. 